# Município de Wentworth (condado de Rockingham, Carolina do Norte)
Localização da Carolina do Norte nos E.U.A.
O município de Wentworth (em inglês: Wentworth Township) é um localização localizado no  condado de Rockingham no estado estadounidense da Carolina do Norte. No ano 2010 tinha uma população de 8.825 habitantes.

## Geografia
O município de Wentworth encontra-se localizado nas coordenadas 36° 25′ 12,49″ N, 79° 44′ 35,12″ O.